# Орешє-на-Бізельськем
Орешє-на-Бізельськем (словен. Orešje na Bizeljskem) — поселення в общині Брежиці, Споднєпосавський регіон, Словенія. Висота над рівнем моря: 299 м.